# 托马斯·布莱梅
托马斯·阿尔伯特·布莱梅 GBE KCB CMG DSO ED （1884年1月24日—1951年5月27日），是第一次世界大战、第二次世界大战的澳大利亚将军，也是唯一一位获得陆军元帅军衔的澳大利亚人。曾出席在密苏里号战列舰上举行的日本投降仪式，并代表澳大利亚签署降伏文書。

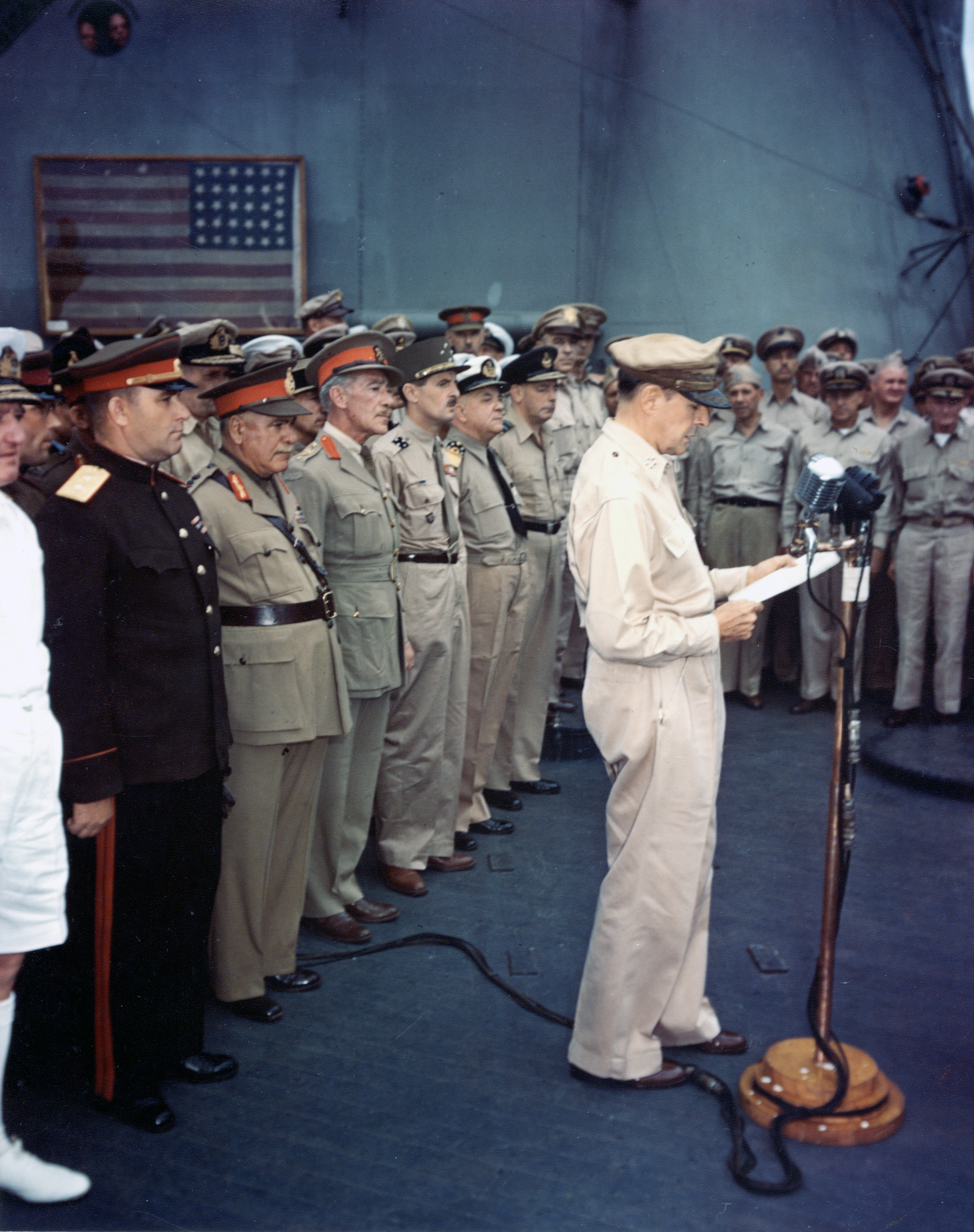